# 2010年5月英國

## 5月31日
- 對於有輿論指前副首相彭仕國曾聲言不會接受任命為上議院議員，他在網誌上撰文加以否認，強調晉封為終身貴族，是希望日後能在環境政策上施加影響，他又澄清妻子沒有威迫他接受爵位。BBC （页面存档备份，存于）
- 國防部證實皇家海軍陸戰隊一名隊員在阿富汗赫爾曼德省一宗炸彈襲擊中喪生，成為英國在當地展開軍事行動以來第289名陣亡的英軍。BBC （页面存档备份，存于）

## 5月30日
- 自民黨籍財政部首席秘書羅德偉因承認向下議院申領房屋津貼，為同性男朋友支付房租後，在昨日宣佈暫時辭職，英揆大衛·卡梅倫和副相尼克·克萊格表示惋惜，並希望他日後可再返閣效勞。泰晤士報 （页面存档备份，存于）、BBC （页面存档备份，存于）、每日電訊報 （页面存档备份，存于）
- 工黨政府前任財政部首席秘書白理安接受訪問時表示，對於自己離任前在辦公室留下「沒有錢剩」的字條感到遺憾，承認有關行為愚昧。BBC （页面存档备份，存于）

## 5月29日
- 鄧扣克大撤退70周年，肯特邁克爾親王和一批第二次世界大戰退伍英軍到法國鄧扣克出席紀念活動。泰晤士報 （页面存档备份，存于）、BBC （页面存档备份，存于）
- 首相府昨日公佈由卸任首相白高敦草擬的國會解散授勳名單，獲勳終身貴族的人士包括前副首相彭仕國、前保守黨黨魁夏偉明、前財政部政務次官艾希妮、前國防大臣彭德、前內政大臣韋俊安博士、以及前商務大臣夏敦等。BBC （页面存档备份，存于）、BBC （页面存档备份，存于）

## 5月28日
- 英揆大衛·卡梅倫在約克郡一個公開場合發表演說，強調政府正準備《財政預算案》，為英國經濟「轉型」。他表示英國的發展在工黨治下走入歧途，今後政府的經濟政策應重新側重製造業、商業和私人領域。BBC （页面存档备份，存于）
- 內政部最新數字顯示，2009年總共有超過200,000名海外人士取得英國公民身份，是自1963年有紀錄以來最高，獲公民身份的人士當中，超過一半來自非洲和印度次大陸，其中以印度、巴基斯坦和孟加拉的增長較顯著。泰晤士報 （页面存档备份，存于）

## 5月27日
- 內政大臣文翠珊揚言要在100日內廢除前工黨政府著力推動的身份證計劃，待國會通過後，現時流通的首15,000張國民身份證最快於今年9月失效，而負責身份證計劃的60名人員已被辭退。BBC （页面存档备份，存于）
- 對於有資深保守黨黨員批評政府計劃調高非商業資本增值稅是對中產徵稅，有違保守黨價值觀，自民黨籍商務大臣祈維信博士表示聯合政府未有因此產生分歧，強調有關共識早於組閣時已達成。BBC （页面存档备份，存于）

## 5月26日
- 前外相文禮彬獲得37名下議員提名競逐工黨黨魁，比黨規定的33票多四票，成為繼其胞弟文立彬後，第二位獲得足夠提名票的黨魁候選人。BBC （页面存档备份，存于）
- 經濟合作與發展組織發表半年期季度報告，警告英倫銀行要不遲於今年第四季調高利率，以設法控制通漲。英倫銀行自2009年3月至今，一直將利率維持在百分之0.5的歷史低位，而目前的通漲率是百分之3.7，高於政府目標的百分之2。泰晤士報[]

## 5月25日
- 英女皇伊利沙伯二世在皇夫菲臘親王陪同下，抵達英國國會主持新一屆的國會開幕大典，並在上議院議事廳內發表御座演辭，講述聯合政府的施政方針，當中以化解財赤、恢復經濟為政府的首要方針，另外又提及教育、治安、福利和政治各方面的改革。BBC （页面存档备份，存于）、泰晤士報 （页面存档备份，存于）
- 在工黨黨魁選舉中，初步有34名工黨下議員表態支持文立彬，在一眾候選人中暫時取得最多支持，而他的兄長文禮彬則有19名工黨下議員支持。BBC （页面存档备份，存于）

## 5月24日
- 財相歐思邦公佈方案計劃削減62億英鎊公共開支，以設法舒緩英國嚴峻的財赤，方案細節包括凍結招聘公務員、透過自然流失凍結公務員職位、以及削減對政府的資訊科技項目和半官方機構等的資助等，而運輸部、社區及地方政府部、商務部、教育部和司法部各自被削減3億至8億英鎊不等的撥款。另外，歐思邦又宣佈政府高官外出公幹不可乘搭頭等，亦不再享有專車和司機接送，一律要求他們乘搭公共交通工具。BBC （页面存档备份，存于）、泰晤士報 （页面存档备份，存于）
- 一名50歲中學科學科教師，被控去年7月在諾丁罕郡曼斯菲爾德任教的諸聖天主教學校內，用啞鈴襲擊一名14歲學生，導致對方頭骨碎裂，今被諾丁罕皇室法院判處企圖謀殺罪名不成立，但非意圖嚴重傷害他人身體罪成立，判處兩年社會服務令。BBC （页面存档备份，存于）

## 5月23日
- 英女皇次子安德魯王子的前妻約克公爵夫人，涉嫌向《世界新聞報》記者假扮的富商開價500,000英鎊，並先收取40,000美元訂金，以安排記者和安德魯王子會面，整個過程被偷拍和公開。約克公爵夫人未就事件作任何評論，亦未交代自2001年起義務出任英國貿易特使的安德魯王子是否得悉內情，而白金漢宮方面則拒絕評論事件。世界新聞報 （页面存档备份，存于）、泰晤士報 （页面存档备份，存于）、BBC （页面存档备份，存于）
- 英航工會在星期六與資方舉行的談判破裂，工會領袖宣佈會如期在星期一發動為期五日的第一輪罷工。BBC （页面存档备份，存于）

## 5月22日
- 外相夏偉林與國防大臣霍理林醫生和國際發展大臣麥俊高抵達阿富汗首都喀布爾，會見當地軍政界領袖。BBC （页面存档备份，存于）
- 英揆大衛·卡梅倫接受《每日電訊報》訪問，表示一旦經濟情況許可，就會致力調低各項稅率。BBC （页面存档备份，存于）

## 5月21日
- 受市場擔心歐洲債務危機進一步惡化拖累，歐洲各大股市應聲下跌，倫敦富時100指數下試5,000點以下水平，是2009年11月以來首次。財相歐思邦抵達比利時布魯塞爾與歐洲各國財長開會，商討如何恢復市場信心。BBC （页面存档备份，存于）、BBC （页面存档备份，存于）
- 英航公佈2009年至2010年年年度業績，錄得虧損5.31億英鎊，是自1987年公司私有化以來最嚴重的虧損，再加上上一財政年度的4.01億虧損，英航在過去兩年已累積虧損9.32億英鎊。BBC （页面存档备份，存于）

## 5月20日
- 英揆大衛·卡梅倫與副相尼克·克萊格聯合發表長達34頁的聯合政府施政綱領，詳列聯合政府在各方面的政策方針，他們揚言要因應英國的需要而推行「激進」改革。BBC （页面存档备份，存于）、聯合政府施政綱領
- 上訴法院推翻高等法院較早前對英航工會頒布的罷工禁制令，讓英航工會可以恢復總共三階段、每次為期五日的大罷工。首階段罷工將於下星期一舉行，初步估計會有450,000名搭客受影響。泰晤士報 （页面存档备份，存于）

## 5月19日
- 自民黨籍副首相尼克·克萊格表示今屆聯合政府將會推動多項政治改革，當中包括為政府設下固定任期、以選舉產生上議院議員、與及透過公投決定英國的投票制度。此外，他歡迎公眾提出意見提名需要廢除的過時法例，揚言連串改革將是《1832年改革法案》通過以來規模最大的一次。BBC （页面存档备份，存于）
- 繼文禮彬和文立彬後，工黨籍前教育大臣博雅文表態有意角逐黨魁一位。BBC （页面存档备份，存于）

## 5月18日
- 工黨宣佈會在9月25日周年黨大會上宣佈黨魁選舉結果，而至今只有前外相文禮彬和他的胞弟文立彬表態競逐。BBC （页面存档备份，存于）
- 政府最新數字顯示錄得顯著通漲，4月消費者物價指數錄得百分之3.7增長，是2008年11月以來最高，而同期的零售業物價指數亦急升百分之5.3，是過去19年來最高，其中，食品價格增幅特別高。BBC （页面存档备份，存于）

## 5月17日
- 新任財相歐思邦將於下周公佈方案，解釋政府計劃削減60億英鎊公共開支的詳細內容，而《緊急財政預算案》已訂於6月22日向下院發表。BBC （页面存档备份，存于）
- 財政部首席秘書羅德偉透露，上任首日在辦公室案前，發現其他的前任白理安遺下一張字條，裡面寫上「我恐怕已經沒有錢剩下來」，白理安則澄清只想幽他一默。泰晤士報 （页面存档备份，存于）

## 5月16日
- 冰島火山新一輪噴發的火山灰即將蔓延至英國領空，航空管制當局將會關閉大部份領空，全國多個機場要關閉。BBC （页面存档备份，存于）
- 英揆大衛·卡梅倫接受BBC訪問，強調保守黨和自民黨在新政府當中通力合作，並謂自民黨黨魁兼副首相尼克·克萊格是政府的「核心成員」之一。BBC （页面存档备份，存于）

## 5月15日
- 繼前外相文禮彬表態有意角逐工黨黨魁後，其胞弟、前能源及氣候變化大臣文立彬亦表態參與角逐。泰晤士報[]、BBC （页面存档备份，存于）
- 日前被刺傷兩刀的工黨籍下院議員唐士勳仍在皇家倫敦醫院留醫，院方表示他情況良好，正在康復，警方正調查行兇女子的犯案動機。BBC （页面存档备份，存于）

## 5月14日
- 工黨籍下院議員唐士勳在倫敦參與所屬選區的活動期間，遭一名21歲女子用刀刺傷腹部，送院救治，暫無生命危險，被捕女子行兇動機有待警方進一步調查。唐士勳曾在前英揆貝理雅和白高敦任內先後出任財政部金融秘書和財政部首席秘書。泰晤士報[]、BBC （页面存档备份，存于）
- 大曼徹斯特有賊人在貝里一個牧場偷走一群為數共271隻綿羊，市值25,000英鎊。BBC （页面存档备份，存于）

## 5月13日
- 英揆甘民樂早上在唐寧街10號主持上任以來首次的內閣會議，會上討論經濟和阿富汗等議題。消息指他稍後會委任多大約20名自民黨議員出任初級政府官職。分析指，英國當前面對龐大的赤字預算，外界普遍預料政府會大幅調高增值稅。泰晤士報[]、BBC （页面存档备份，存于）、BBC （页面存档备份，存于）
- 白高敦辭任英揆和黨魁後，工黨籍前外相文禮彬率先表態有意角逐黨魁一位，並獲黨內重量級人物前內政大臣莊翰生與出任代黨魁的副黨魁夏雅雯支持，而兩人均表示無意角逐。泰晤士報 （页面存档备份，存于）

## 5月12日
- 新任英揆甘民樂開始組閣，其中自民黨黨員將有五人入閣。最新內閣名單包括由自民黨黨魁郭力出任副首相、夏偉林出任外相、以及由祈淦禮任大法官等。另外，甘民樂又委任前港督彭定康的助理私人秘書黎偉略出任首相府幕僚長，而曾專責香港事務的外交部資深公務員李啟思爵士任首任國家安全顧問。甘民樂與郭力又在唐寧街10號花園召開記者會，強調當下要立即推動在本財政年度削減60億英鎊公共開支的計劃，政府會在50日內發表《緊急預算案》。BBC （页面存档备份，存于）、BBC （页面存档备份，存于）
- 英揆白高敦昨日下午在唐寧街10號宣佈辭任首相一職，隨後謁見英女皇，正式結束近三年的首相生涯，工黨黨魁一位由副黨魁夏雅雯暫代至新黨魁選出為止。同日晚上，保守黨黨魁甘民樂宣佈已和自民黨黨魁郭力達成協議，並獲英女皇接見，授命籌組聯合政府，現年43歲的甘民樂成為自1812年利物浦勳爵以來最年輕的英國首相，比1997年貝理雅上任時還要年輕約半年。BBC （页面存档备份，存于）

## 5月11日
- 英揆白高敦在唐寧街10號外宣佈會在9月前辭去工黨黨魁一位，而且不會參與隨後的黨魁選舉。白高敦指自己現階段留任首相是盡憲制責任，確保英國政局平穩，而自民黨對白高敦的決定表示歡迎，亦已經與工黨正式展開談判，商討籌組聯合政府的可能。BBC （页面存档备份，存于）、BBC （页面存档备份，存于）
- 保守黨和工黨內部有派別，批評工黨與自民黨商討合作，前保守黨外相聶偉敬爵士強調兩黨組成的是「失敗者聯盟」，不會獲得認受性，而兩位前工黨內政大臣白文傑和韋俊安亦指合作對工黨有害無利。BBC （页面存档备份，存于）、BBC （页面存档备份，存于）、泰晤士報[]
- 國際發展大臣艾力生強調一旦工黨和自民黨組閣，也絕不會邀請蘇格蘭民族黨加入，他強調蘇格蘭民族黨本質上與工黨和自民黨不同。BBC （页面存档备份，存于）、BBC （页面存档备份，存于）
- 白高敦宣佈在9月前卸任後，外界盛傳現任外相文禮彬最有機會接任黨魁，而其他據聞有意角逐的閣臣包括有文禮彬的胞弟、擔任能源及氣候變化大臣的文立彬、以及兒童、學校及家庭大臣博雅文，下院領袖夏雅雯則表示無意角逐，只會留任副黨魁。為了穩住當前政局，白高敦已呼籲，有意角逐的黨員在現階段不應開始拉票。BBC （页面存档备份，存于）

## 5月10日
- 自上星期四大選至今，保守黨和工黨仍在設法拉攏自民黨組閣，消息指今早保守黨黨魁大衛·卡梅倫曾致電自民黨黨魁尼克·克萊格傾談約30分鐘，而昨日自民黨高層曾與工黨的文德森勳爵、文立彬、博雅文和艾德思勳爵等展開談判。BBC （页面存档备份，存于）
- 工黨籍財政大臣戴理德接受訪問時表示，無論保守黨和自民黨的談判進展如何，都應該在今日決定談判是否破裂。BBC （页面存档备份，存于）

## 5月9日
- 保守黨和自民黨就兩黨籌組聯合政府的談判仍未結束，外界擔心如果星期一早上仍未能組閣，將對股市構成衝擊。BBC （页面存档备份，存于）
- 英國派出威爾斯衛隊第一營的76名衛兵，到莫斯科紅場參與由俄國、英國、美國和法國合辦的大型閱兵，以紀念第二次世界大戰歐戰勝利紀念日結束65周年，今次也是英軍歷來首次在紅場操兵。BBC （页面存档备份，存于）
- 冰島新一輪火山灰吹襲歐洲各地，蘇格蘭北部六個機場被迫關閉，往返英國和受影響的西班牙、法國、瑞士和葡萄牙等地的多班航班取消。BBC （页面存档备份，存于）

## 5月8日
- 保守黨和工黨繼續拉攏自由民主黨籌組聯合政府，但保守黨和自民黨仍然就自民黨提出的選舉改革存在分歧。自民黨黨魁尼克·克萊格在周五晚曾致電英揆白高敦商討組閣可能，但有消息指當克萊格要求白高敦先辭職時，被白高敦惡言相向，不過兩黨發言人澄清未有此事，強調兩方對話氣氛「誠懇」。BBC （页面存档备份，存于）
- 消息證實富商穆罕默德·法耶茲將名下的哈洛德百貨公司以大約15億英鎊售予卡塔爾財團。BBC （页面存档备份，存于）
- 威爾斯親王查爾斯與三大黨黨魁在倫敦和平紀念碑致送花圈，紀念第二次世界大戰歐戰勝利紀念日結束65周年。BBC （页面存档备份，存于）

## 5月7日
- 初步點票結果顯示保守黨在大選取得最多議席，但無法取得下議院過半門檻的326席，意味英國將自1974年首次出現懸峙國會。BBC （页面存档备份，存于）
- 取得最多議席的保守黨和屈居第二的工黨各自尋求籌組聯合政府，但分析指工黨即使與排第三的自由民主黨合作，也不能取得下院過半數議席，而自民黨則表態認為擁有最多議席的保守黨有優先組閣的權利。BBC （页面存档备份，存于）、泰晤士報 （页面存档备份，存于）
- 消息指白金漢宮方面正徵詢憲制專家的意見，確保懸峙國會不會造成憲制危機，有分析認為即使各黨派無法在首相人選上達成共識，英女皇伊利沙伯二世都不會自行定奪和授命任何人組閣。BBC （页面存档备份，存于）
- 多位政壇重量級人物在今次大選中落敗，在2009年因濫用議員津貼醜聞而辭任內政大臣的施卓琪敗於保守黨對手，另一位工黨籍的前內政大臣祈卓禮亦告落敗。早前受妻子捲入婚外情醜聞困擾的民主統一黨黨魁兼北愛爾蘭第一部長彼德·羅賓遜亦失去下院議席。BBC、BBC （页面存档备份，存于）、BBC （页面存档备份，存于）
- 綠黨黨魁卡羅琳·盧卡斯在布萊頓穹頂宮選區擊敗工黨當選，是綠黨創立以來首次奪得下院議席。BBC （页面存档备份，存于）
- 現任教育大臣博雅文的得票率比2005年大選劇減，在所屬選區僅以約1,000票的些微差距，擊敗排第二的保守黨險勝。BBC （页面存档备份，存于）
- 今次大選有八名具不同政治背景的華人參選，但全部落敗，其中代表保守黨出選倫敦霍爾本及聖潘克拉斯選區的香港移民李澤文取得11,134票排行第三，成功為保守黨比上屆大選取得更多選票。BBC （页面存档备份，存于）
- 對於各地多處票站在截止投票前夕仍然大排長龍，導致數以千計的投票人士無法投票，選舉委員會表示會就事件展開調查。BBC （页面存档备份，存于）

## 5月6日
- 英國今日舉行大選，全國649個選區合共4,400萬登記選民可前往獲編配的票站，投票選出所屬的下議院議員，今次大選同時包括地方議會選舉，所屬選區選民可選出32個倫敦自治市、36個大都會管理區、和20個單一管理區的議會議席，三大黨黨魁已先後在早上時份前往所屬選區投票。BBC （页面存档备份，存于）
- 有英資石油公司宣佈旗下鑽油台在福克蘭群島以北海域發現石油，是北福克蘭群島歷來首次發現石油。BBC （页面存档备份，存于）

## 5月5日
- 英國三大黨黨魁在大選前夕作最後衝刺，四出拉票助選，保守黨黨魁大衛·卡梅倫連日走訪各地，表示要爭取選民的「每一票」，身兼工黨黨魁的英揆白高敦則強調他「為英倫的未來而戰」，至於自民黨黨魁尼克·克萊格則呼籲選民用選票結束兩大黨輪流執政的「破局」。根據最新民調顯示，保守黨繼續稍稍領先，而工黨支持度回升，些微百分比超前自民黨，但分析仍預料無一黨派可在大選取得下院過半議席。BBC （页面存档备份，存于）
- 建於1900年，有110年歷史，位於北約克郡的帝庭酒店（Majestic Hotel），四樓和五樓在清晨時份失火，130多名住客安全撤離，消防滅火後在現場發現一具屍體，初步認為事件有可疑。BBC （页面存档备份，存于）、BBC （页面存档备份，存于）
- 冰島再有火山爆發，新一輪的火山灰令北愛爾蘭及蘇格蘭各大機場關閉，但專家相信今次火山灰影響較上一次輕，預料機場可在短期內重開。BBC （页面存档备份，存于）

## 5月4日
- 距離大選僅餘兩日，執政工黨在各大民調仍然落後，內閣閣員教育大臣博雅文和威爾斯大臣韓培德表態呼籲工黨支持者作「策略性投票」，在保守黨和自民黨爭持激烈的選區轉投自民黨，同時呼籲自民黨選民在保守黨和工黨爭持的選區改投工黨，務求令保守黨落選。不過，英揆白高敦在另一場合卻呼籲工黨選民務必投工黨一票，有分析擔心「策略性投票」有機會分散兩黨票源，令保守黨勝出。BBC （页面存档备份，存于）
- 英揆白高敦接受電視訪問，強調無論工黨在5月6日的大選表現如何，「都會負上全部責任」。BBC （页面存档备份，存于）
- 三大黨黨魁連日來到各選區拉票助選，各大民調反映三大黨支持度拉近，令選情增添變數，而《金融時報》則表態支持保守黨，是1987年以來首次。BBC （页面存档备份，存于）
- 有工黨候選人公開批評英揆白高敦是「本國有史以來最差的首相」，又指他的施政令人「蒙羞」，應向國民和英女皇「道歉」。BBC （页面存档备份，存于）

## 5月3日
- 距離大選的最後三日，三大黨選情白熱化，黨魁忙於到全國各地拉票，務求取得現時估計約有100萬票的游離選民支持。雖然最新民調仍顯示保守黨些微領先，但分析估計無一政黨可取得下議院過半議席。BBC （页面存档备份，存于）
- 曼徹斯特一名干犯搶劫罪而等候判刑男子，在索爾福德市的獄中佈局割下自己部份左耳，然後趁機在救護車送院途中，由同黨安排駕駛偷來的寶馬房車攔途截劫，成功救走該名男子，警方隨後起回失車，現正全力緝捕該名男子及其同黨歸案。BBC （页面存档备份，存于）

## 5月2日
- 現時世界排名第一桌球手約翰·希金斯被揭發涉嫌接受26.1萬英鎊賄款，以在球局刻意讓賽落敗，希金斯現已被禁參賽，直至調查完成為止。BBC （页面存档备份，存于）
- 大選臨近，三大黨黨魁繼續努力四出拉票，在民調落後的英揆白高敦嘗試力挽狂瀾，到倫敦參加競選活動，並對保守黨的政府作出抨擊。BBC （页面存档备份，存于）

## 5月1日
- 距離大選尚有五日，三大黨黨魁四出到各地加大拉票力度，但執政工黨選情仍然勢危，兩大主要報章《泰晤士報》和《衛報》在早上宣佈放棄支持工黨，並分別改而支持保守黨和自由民主黨，這也是《泰晤士報》自1992年以來首次表態放棄支持工黨。泰晤士報[]、BBC （页面存档备份，存于）
- 對於墨西哥灣鑽油台爆炸導致大量油污漂向美國，嚴重危害美東紅樹林和海洋生態，美國國內輿論強烈批評負責營運的英國石油救災不力。現時事發地點每日仍有相當於5,000桶數量的石油湧入有關海域，令油污以高速擴散。BBC （页面存档备份，存于）

| 依月份排列新聞動態 |
| \| - 2014年英國：1月 - 2月 - 3月 - 4月 - 5月 - 6月 - 7月 - 8月 - 9月 - 10月 - 11月 - 12月 - 2013年英國：1月 - 2月 - 3月 - 4月 - 5月 - 6月 - 7月 - 8月 - 9月 - 10月 - 11月 - 12月 - 2012年英國：1月 - 2月 - 3月 - 4月 - 5月 - 6月 - 7月 - 8月 - 9月 - 10月 - 11月 - 12月 - 2011年英國：1月 - 2月 - 3月 - 4月 - 5月 - 6月 - 7月 - 8月 - 9月 - 10月 - 11月 - 12月 - 2010年英國：1月 - 2月 - 3月 - 4月 - 5月 - 6月 - 7月 - 8月 - 9月 - 10月 - 11月 - 12月 - 2009年英國：1月 - 2月 - 3月 - 4月 - 5月 - 6月 - 7月 - 8月 - 9月 - 10月 - 11月 - 12月 - 2008年英國：1月 - 2月 - 3月 - 4月 - 5月 - 6月 - 7月 - 8月 - 9月 - 10月 - 11月 - 12月 檢閱 \| |
| - 2014年英國：1月 - 2月 - 3月 - 4月 - 5月 - 6月 - 7月 - 8月 - 9月 - 10月 - 11月 - 12月 - 2013年英國：1月 - 2月 - 3月 - 4月 - 5月 - 6月 - 7月 - 8月 - 9月 - 10月 - 11月 - 12月 - 2012年英國：1月 - 2月 - 3月 - 4月 - 5月 - 6月 - 7月 - 8月 - 9月 - 10月 - 11月 - 12月 - 2011年英國：1月 - 2月 - 3月 - 4月 - 5月 - 6月 - 7月 - 8月 - 9月 - 10月 - 11月 - 12月 - 2010年英國：1月 - 2月 - 3月 - 4月 - 5月 - 6月 - 7月 - 8月 - 9月 - 10月 - 11月 - 12月 - 2009年英國：1月 - 2月 - 3月 - 4月 - 5月 - 6月 - 7月 - 8月 - 9月 - 10月 - 11月 - 12月 - 2008年英國：1月 - 2月 - 3月 - 4月 - 5月 - 6月 - 7月 - 8月 - 9月 - 10月 - 11月 - 12月 檢閱       |